# Əyricə
Əyricə è un comune dell'Azerbaigian situato nel distretto di Bərdə. Conta una popolazione di 722 abitanti.